# Paco Mauri
Francisco González Ramírez (Yurécuaro, Michoacán, 12 de noviembre de 1945), conocido como Paco Mauri, es un actor mexicano de doblaje, televisión, cine e incluso teatro. Sus papeles más conocidos en el ambiente del doblaje son: Noah Levenstein en las cintas American Pie, Reed Richards en Los Cuatro Fantásticos, Dewey Riley de Scream, Jiraiya de Naruto y el gran sabio de Sailor Moon.

## Doblaje
- Shingen Yashida (Hiroyuki Sanada) en Wolverine: Inmortal (2013)
- L. Taylor en Titanes del pacífico (2013)
- Voces adicionales en El llanero solitario (2013)
- Maestro John (John Benn) en El hombre de los puños de hierro (2012)
- Sr. Billingsley (Larry Pine) en Moonrise Kingdom: Amor infantil (2012)
- Tardos Mors (Ciarán Hinds) en John Carter: Entre dos mundos (2012)
- Padre en sepelio en Así somos (2012)
- Genésio Fonseca Souza (Tony Ramos) en Avenida Brasil (2012)
- Dean Sanderson (Tony Goldwyn) en The Mechanic (2011) (Versión TV)
- Carl (Joe Camp III) en Princesa por accidente (2011)
- Dexter Thaler Sr. (Geoff Pierson) en No me quites a mi novio (2011)
- Ganthet (Warren Burton) en Linterna Verde (película) (2011)
- Oficial de enlistamiento (Simon Kunz) (tráiler) / Senador Brandt (Michael Brandon) en Capitán América: el primer vengador (2011)
- Voces adicionales en Nacidos para matar (2011) (Versión TV)
- Voces adicionales en Con locura (2011)
- Señor McCandles (Tom Quinn) en Súper 8 (2011)
- Franklin (Philip Baker Hall) en Los pingüinos de papá (2011)
- Joel (Eric Eisner) en The Kids Are All Right (2010)
- Voces adicionales en Tron: El legado (2010)
- Voces adicionales en Hada por accidente (2010)
- Abogado de Larry (Adam Arkin) en Un hombre serio (2009)
- Maestro Roshi (Chow Yun-Fat) en Dragon Ball Evolución (2009)
- Chandler Manning (Alfred Molina) en Misterioso inquilino (2009)
- Doctor en Bakhita (2009)
- Director del FBI (Chris Ellis) en Fuerza-G (2009)
- Scott Wentworth (Scott Wentworth) en El diario de los muertos (2007)
- Padre de Ben (Harold Ramis) en Ligeramente embarazada (2007)
- John Leshing (Marshall Bell) en Nancy Drew y el misterio de Hollywood (2007)
- Charlie Williams (Joe Morton) en Gángster americano (2007)
- Presidente Dedmon (David Strathairn) en Somos Marshall (2006)
- Stan Deane (Maury Chaykin) en It's a Boy Girl Thing (2006)
- Castillo (Barry Shabaka Henley) en Miami Vice (2006)
- Wally (Don Thompson) en Criaturas rastreras (2006)
- Harvey (Harry Dean Stanton) en Autopsia de un Alien (2006)
- Presentación e insertos en Desafiando a los Gigantes (2006)
- Lewis Prothero (Roger Allam) en V de venganza (2005)
- Nute Gunray (Silas Carson) en Star Wars: Episodio III - La venganza de los Sith (2005)
- Eliakim (Elliot Levey) en Judas (2004)
- Recepcionista en Ramada en La terminal (2004)
- Grantland Rice en Bobby Jones, la historia de un campeón (2004)
- Ed Harken (Fred Willard) en El periodista (2004)
- Rey Harald (James Fox) en El príncipe y yo (2004)
- Tecopa (August Schellenberg) en Tremors 4 (2004)
- Matt Walker (Bruce Boxleitner) en Killer Flood: The Day the Dam Broke (2003)
- Presidente McKenna (Cotter Smith) en X-Men 2 (2003)
- John Giles / Selig (Tom Poston) en Beethoven 5 (2003)
- John Wolfe (Colm Feore) en El pago (2003)
- Escritor (Ross Duncan) en La leyenda de Johnny Lingo (2003)
- Stan Sher (John Scurti) en La sonrisa de Mona Lisa (2003)
- Alexei (Peter Stormare) en Bad Boys II (2003)
- Insp. Francis Hare (Geoffrey Rush) en Ned Kelly (2003)
- Reverendo Tucker Lacy (David Carpenter) en Dioses y generales (2003)
- Congresista Cole (David Doty) en Legalmente rubia 2 (2003)
- Detective Withworth (Mark Boone Junior) en 2 Fast 2 Furious (2003)
- Kenneth (Harvey Fierstein) en Dúplex (2003) (Redoblaje)
- Padre (Frank Finlay) en El pianista (2002)
- Hal Jaeger (Treat Williams) en El ciego (2002)
- Cap. Peter A. Ross (Linus Roache) En defensa del honor (2002)
- Dueño De Tienda (Lanny Flaherty) en Señales (2002)
- Coronel Tugwell (James Hewitt) en Domingo sangriento (2002)
- Bernd Hagena en Terror en el metro (2002)
- Phil Grimes (Ned Bellamy) en Amenaza virtual (2001)
- Herb Coopersmith (Michael Mulheren) en La maldición del escorpión de jade (2001)
- Sgt. Tanner (Ted Levine) en Rápido y Furioso (2001)
- Vic (Tom Courteney) en Las últimas órdenes (2001)
- Philip Huntley (Fred Willard) en How High (2001)
- Dr. Mark Powell (Jeff Bridges) en K-PAX (2001)
- Profesor Callahan (Victor Garber) en Legalmente rubia (2001)
- Baltus Hafez (Alun Armstrong) en La momia regresa (2001)
- Coronel Worth (Gregory Itzin) en Pecado original (2001)
- Chuck Hausman (William R. Moses) en Viviendo en peligro (2001)
- Leo Corrigan (Fred Ward) en Corky Romano (2001)
- Agente Kelly (Tom Butler) en Josie y las melódicas (2001)
- Jefe de Bomberos (James Handy) en 15 minutos (2001)
- Dr T (Richard Gere) en El doctor y las mujeres (2000)
- Benjamin Hofer en Aprendiendo a amar (2000)
- Mike Dahlgen (Bill Paxton) en U-571 (2000)
- Senador Gracco (Derek Jacobi) en Gladiador (2000)
- John Morse (Stuart Wilson) en Aquí en la Tierra (2000)
- Imam Al-Walid (Keith David) en Criaturas de la noche (2000)
- Director Sisler (Joe Inscoe) en Corre... no grites (2000)
- Sr. Tasker en Historia de La Habana (2000)
- Charles Bailey (Larry Pine) en Ladrones de medio pelo (2000)
- Don Fisk (Richard Jenkins) en ¿De qué planeta vienes? (2000)
- Tom Kincaid (William Devane) en Milagro en la montaña (2000)
- Detective Paulie Sellitto (Ed O'Neill) en El coleccionista de huesos (1999)
- Fred Kwan/Sgto. Chen (Tony Shalhoub) en Héroes fuera de órbita (1999)
- Vincent Grey (Donnie Wahlberg) en Sexto sentido (1999)
- Padre Gianni Delmonico (Dick Latessa) en Estigma (1999)
- Sheriff Guidry (Frank Hoyt Taylor) en Una lección antes de morir (1999)
- Carl Banks (Jim Varney) en El rehén (1999)
- Frank Perry (Brian Cox) en Por amor (1999)
- Voces diversas en El informante (1999)
- Nicolo Bussotti (Carlo Cecchi) en El violín rojo (1998)
- Dorian (Luke Wilson) en Papas fritas (1998)
- Nelson Fox (Dabney Coleman) en Tienes un correo electrónico (1998)
- Profesor Miller (Gary Collins) en Mowgli: En Busca del Diamante (1998)
- Inspector Niebaum (J.T. Walsh) en El mediador (1998)
- Kozen (Terence Stamp) en El beso del cielo (1998)
- Artur Mendelson (Harold Gould) en Patch Adams (1998)
- Fred Skolnick (Michael Ironside) en Asesinato en Suburbia (1997)
- Dietrich Hassler (Nick Cassavetes) en Contracara (1997)
- Oficial Kellogg Curry (John C. Reilly) en Muchachos (1996)
- Tío Dave Palmer (Bill Smitrovich) en El Fantasma (1996)
- Sam Deeds (Chris Cooper) en Estrella solitaria (1996)
- Tony dos dedos (Joe Viterelli) en El Protector (1996) (2.ª versión)
- Juez Griffin (Jürgen Prochnow) en El juez (1995)
- Iago (Kenneth Branagh) en Otelo (1995)
- Jack McCloud (Patrick Swayze) en Tres deseos (1995)
- Sam Deeds (Harrison Ford) en Sabrina (1995) (Redoblaje)
- Valentin Zukovsky (Robbie Coltrane) en 007: GoldenEye (1995)
- Reggie (Ernie Hudson) en Diario de un rebelde (1995)
- Det. Mackey (Christopher Plummer) en Eclipse total (1995)
- Oficial, Cantinero en El Cuervo (1994) (Redoblaje TV)
- Konali (Ron Perlman) en Locademia de policía 7 (1994)
- Koga (Sab Shimono) en 3 Ninjas al Rescate (1994)
- Etok (Reid Asato) en Terreno salvaje (1994)
- Francisco (Jonathan Hyde) en Un simple mortal (1994)
- Policía en El árbitro (1994)
- Alex Mason Sr. (Austin Pendleton) en Mi nana es un luchador (1993)
- Edgar Friendly (Denis Leary) en El Demoledor (1993)
- J Bone (Tone Loc) en Justicia poética (1993)
- Mitch Leary (John Malkovich) en En la línea del fuego (1993)
- Newman (Tom Wood) en El fugitivo (1993)
- Policía (Bob Minor) en Un extraño amor (1992)
- Oficial Roy Cole (Roger E. Mosley) en Unlawful Entry (1992)
- Fredericks (Michael Kitchen) en El rehén (1992)
- Neal Burns (Stephen Shellen) en Nada es para siempre (1992)
- Reportero Marcus Webley (Sam Derence) en Héroe accidental (1992)
- Alguacil Stennis (Kim Robillard) en Diggstown (1992)
- Thomas Thinnes (James Handy) en Falso Arresto (1991)
- Capitán Jacob Hilliard (Brian Blain) en El regreso a la laguna azul (1991)
- Voces adicionales e insertos en Pescador de ilusiones (1991)
- Voces adicionales en Doctor Hollywood (1991)
- Martin Luther King en JFK (1991)
- Sargento de policía (Stephen Root), Fantasma (J. Christopher Sullivan) y Vecino en la ventana en Ghost: La sombra del amor (1990)
- Padre Morning (Nicol Williamson) en El exorcista III (1990)
- Reportero en Rocky V (1990)
- Sonny Bunz (Tony Darrow) en Buenos muchachos (1990)
- Niles Pender (Hart Bochner) en Encantado Señor Destino (1990)
- Sir Hugh (Nicholas Courtney) en Bullseye! (1990)
- Toe-Joe (Alan J. Wendl), voces adicionales e insertos en Cry Baby (1990)
- Tong Po (Michel Qissi) en Kickboxer (1989) (Doblaje original)
- Ike Pappas en El paquete (1989)
- Russell Thompson (Matt Frewer) en Querida, encogí a los niños (1989)
- John Simonsen (Raymond Oliver) en Chucky: El muñeco diabólico  (1988/Redoblaje)
- Angelo "Al" Scarlatti (Alex Rocco) en El misterio de la dama de blanco (1988)
- Richard Mansfield (Armand Assante) en Jack el Destripador (TV) (1988)
- Teniente Francis Farewell (Edward Fox) en Shaka Zulú (1987)
- Encargado de Hospital en El valor de una promesa (1987)
- Alan Montforce en Detrás de la montaña (1987)
- Tom Farell (Kevin Costner) en Sin escape alguno (1987)
- Curly (Philip Bosco) en The Money Pit (1986)
- Jed Blankenship (Richard Hamilton) en El jinete pálido (1985)
- Tte. Ed Traxler (Paul Winfield) en Terminator (1984) (redoblaje)
- Fantasma de las Navidades Presentes (Edward Woodward) en Un cuento de Navidad (1984)
- John Purvey en John Wycliffe: Estrella de la mañana (1984)
- Kruger (Jack Thibeau) en Impacto Fulminante (1983)
- Dillinger / Sark (David Warner) en Tron (1982)
- Perseo (Harry Hamlin) en Furia de titanes (1981) (Doblaje original)
- Guardia de la prisión (Angus MacInnes) y Consejero Kryptoniano (John Hollis) en Superman II (1980)
- Artie Kirks (Lenny Gaines) en New York, New York (1977)
- Thomas "Babe" Levy (Dustin Hoffman) en Maratón de la muerte (1976)
- Quint (Robert Shaw) en Tiburón (1975) (Redoblaje DVD)
- Cletus en Rollerball (1975)
- Hai Fat (Richard Loo) en 007: El hombre de la pistola de oro (1974) [Doblaje de DVD]
- Caz Dolowicz (Tom Pedi) en La captura del Pelham 1-2-3 (1974)
- Padre Dyer - (William O'Malley) en El exorcista (1973)
- SEN 5241 (Donald Pleasence) en THX 1138 (1971)
- General Wolseley (Nigel Green) en Jartum (1966)
- Vin (Steve McQueen) en Los siete magníficos (1960)
- Edward R. Murrow / Thorndyke en La vuelta al mundo en 80 días (1956)
- Héroes de la Fe: Francisco el hombre de Asís - Bernardo

## Telenovelas
- Caminos de Guanajuato (2015) - Ramiro Astete
- Siempre tuya Acapulco (2014) - Doctor
- La impostora (2014) - Guillermo «Memo» Guerrero
- El señor de los cielos (2012) - Doctor
- Rosa Diamante (2012) - Casimiro Quijano
- Emperatriz (2011) - Comandante de la policía
- Mujer comprada (2009) - Don Manuel
- El juramento (2008) - Doctor
- Corazón partido (2005) - Amador Zambrano
- Ladrón de corazones (2003) - Juez
- Cuando seas mía (2001) - Sr. Castrejón
- Cautiva (1986) - Hombre
- Viviana (1978) - Lic. José Antúnez

Series
- Club de Cuervos (2016) - Padre Zeferino
- Un día cualquiera (2016) - José Juan
- Capadocia (2012) - Joaquín Guiza

Miniseries
- Zapata: amor en rebeldía (2004)

Películas
- Los diez locos mandamientos (2007) - Alfonso Zavala
- Padres culpables (2001) - Doctor
- De noche viernes, Esmeralda (1997) - Policía
- ¿Me permites matarte? (1994) - Sargento
- El tráiler asesino (1985)

## Escritor
- Operación Coyote (2000) (videohome)